# Biblioteka WASC
Biblioteka WASC – seria wydawnicza książek z zakresu informatyki, wydawana w latach siedemdziesiątych  przez Wydawnictwo Politechniki Wrocławskiej.
Działalność wydawnicza związana z tą serią była częścią wdrażanego wówczas na Politechnice Wrocławskiej programu informatyzacji o nazwie WASC. Książki były wydawane w postaci skryptów opatrzonych logiem Biblioteki WASC.
Wydane skrypty w serii Biblioteka WASC:
- Jerzy Bettek, Bronisław Rudak, Barbara Rudakowa, Język konwersacyjny JEAN, Wrocław 1975 r.
- Kazimierz Orlicz, Język konwersacyjny JEAN z elementami programowania w Fortranie, Wrocław 1977 r.
- A. Cieślik i inni, Język Fortran w przykładach i zadaniach
- J. Stańsko, Programowanie w języku Assembler jednolitego systemu maszyn cyfrowych
- T. Jeleniewski, A. Sielicka, Zasady komputeryzacji procedur projektowych
- T. Surma, Programy nakładane w językach PLAN 3, FORTRAN 1900, ALGOL 1900
- B. Szabłowski, B. Wiśniewska, Format APIN/MARC